# Feichtinger Sándor
Baranya-nádasdi Feichtinger Sándor (Esztergom–Szentgyörgymező, 1817. november 17. – Esztergom, 1907. január 5.) botanikus, Esztergom városi és vármegyei főorvos. Botanikai szakmunkákban nevének rövidítése: „Feicht.”.

## Életrajza

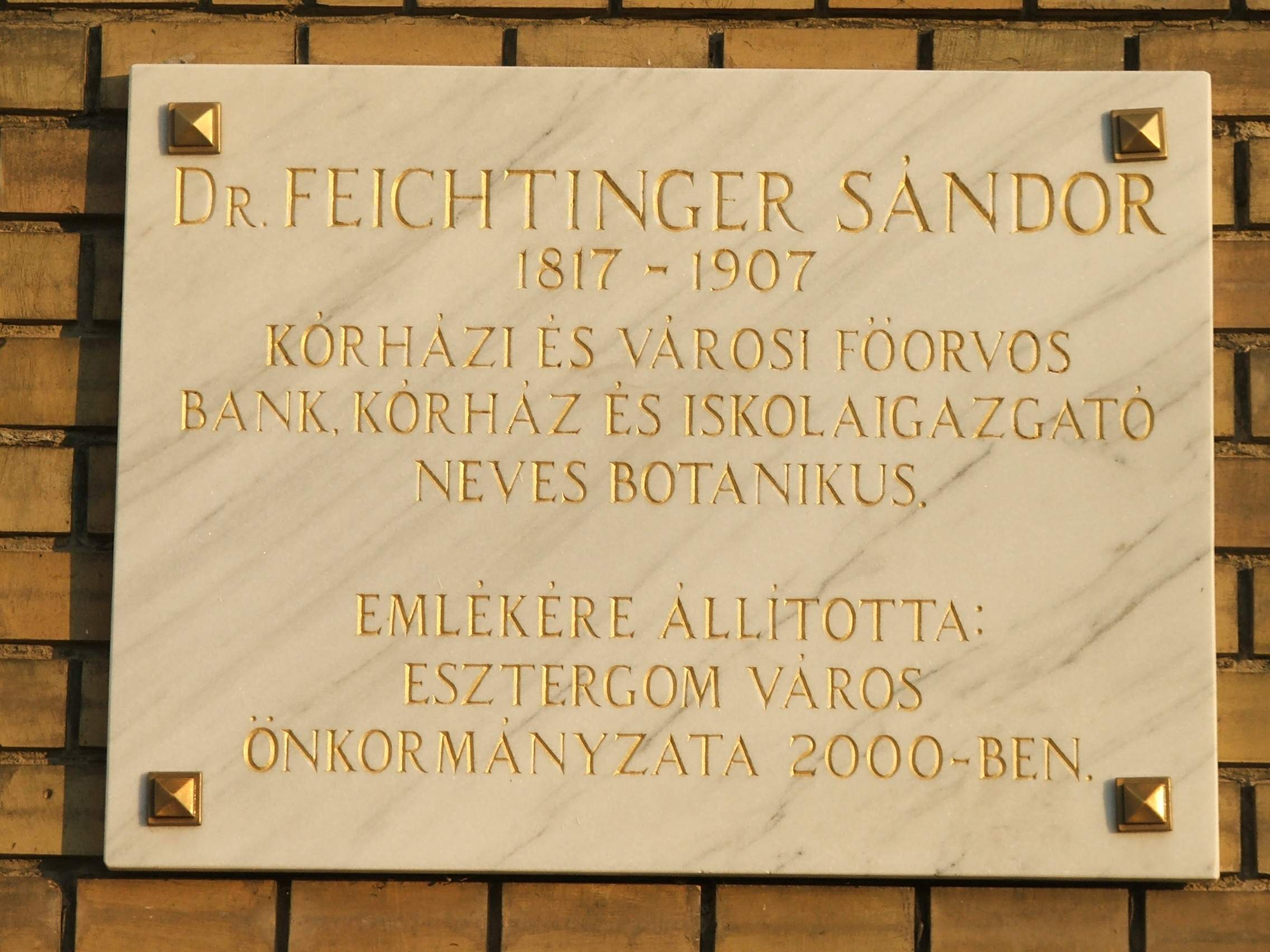
Emléktáblája a Szentgyörgymezői Olvasókör homlokzatán

Esztergom–Szentgyörgymezőn született 1817. november 17-én. Esztergomban végezte gimnáziumi tanulmányait, 1840-ben Pesten orvosi diplomát szerzett, ezután Esztergomban lett orvos. Részt vett a szabadságharcban, majd visszatért az orvosi gyakorlathoz. 1861-től Esztergom vármegye és város főorvosa, illetve kórházigazgatója volt és többi évig városi képviselő. 1883-ben I. Ferenc József királyi tanácsossá nevezte ki.
Életének 90. évében halt meg Esztergomban, 1907. január 5-én.

## Munkássága
Főleg Esztergom környéke és a Visegrádi-hegység flóráját kutatta, de Dél-Magyarországon is végzett flórakutatást. Értékes növénygyűjteményét Szeged városának ajándékozta, annak múzeuma őrzi.

## Főbb munkái
- Animalia vertebrata obtutu pharmacologico considerata. Dissertatio inaug medica. (Buda, 1840)
- A Börzsönymárianostrai trachyt hegycsoport növényzetéről (Pest, 1870)
- Jelentés a csajkások területe és Torontál vármegye flórájáról (Pest, 1871)
- Krasznamegye és környéke flórájáról (Budapest, 1871)(Mathematikai és Természettudományi Közlemények, IX. kötet, 1871.)
- Részletes jelentés az 1872-dik évben tett társas kiránduláson észlelt Fészkesekről (Compositae), Budapest, 1875. (Mathematikai és Természettudományi Közlemények, X. kötet, 1872.)
- Esztergom megye és környéke flórája (Esztergom, 1899)
- Feichtinger Sándor doktor önéletírása. Élményei és működése az orvosi, a tudományos füvészeti, a nevelészeti, valamint társadalmi és politikai téren; sajtó alá rend. Szállási Árpád, szöveggond. Gazda István, német szövegrészeket szöveggond. Dörnyei Sándor, ford. Paczolay Gyula, Magyar László András; MATI, Piliscsaba, 2005 In: A Magyar Tudománytörténeti Intézet Tudományos Közleményei 119. (Magyar tudománytörténeti Szemle Könyvtára)